# Julio Balza
Julio Balza Maldonado es un periodista venezolano que ha trabajado en el portal de noticias Caraota Digital y como parte del equipo de prensa de la lideresa opositora María Corina Machado. El 9 de enero de 2025, después de cubrir la manifestación en Caracas convocada por la oposición, Balza fue detenido por agentes del Servicio Bolivariano de Inteligencia (SEBIN) cuando iba a buscar su vehículo en el municipio Chacao. Actualmente se desconoce su paradero y tiene 6 meses y 21 días desaparecido. Para la fecha, la ONG Foro Penal reportó la detención de 16 personas después de participar en las manifestaciones. El Sindicato Nacional de Trabajadores de la Prensa denunció la detención.